# Canoa/kayak ai Giochi della XVIII Olimpiade
Le competizioni della canoa/kayak dei Giochi della XVIII Olimpiade si sono svolte nei giorni dal 20 al 22 ottobre 1964 nel bacino del Lago Sagami a Sagamihara.
A differenza di Roma 1960 è stata sostituita la prova della staffetta 4x500 metri maschili con la prova del K4 1000 metri maschili.

## Podi
| Evento                   | Oro                                                                               | Perform. | Argento                                                                                     | Perform. | Bronzo                                                              | Perform. |
| Gare maschili            |                                                                                   |          |                                                                                             |          |                                                                     |          |
| C1 1000 metri (dettagli) | Jürgen Eschert                                                                    | 4'35"14  | Andrei Igorov                                                                               | 4'37"89  | Eevgenij Penjaev                                                    | 4'38"31  |
| C2 1000 metri (dettagli) | Unione Sovietica Andrij Chimič Stepan Oščepkov                                    | 4'04"64  | Francia Jean Boudehen Michel Chapuis                                                        | 4'06"52  | Danimarca Peer Norrbohm John Rungsted Sørensen                      | 4'07"48  |
| K1 1000 metri (dettagli) | Rolf Peterson                                                                     | 3'57"13  | Mihály Hesz                                                                                 | 3'57"28  | Aurel Vernescu                                                      | 4'00"77  |
| K2 1000 metri (dettagli) | Svezia Sven-Olov Sjödelius Gunnar Utterberg                                       | 3'38"54  | Paesi Bassi Antonius Geurts Paul Hoekstra                                                   | 3'39"30  | Squadra Unificata Tedesca Heinz Büker Holger Zander                 | 3'40"69  |
| K4 1000 metri (dettagli) | Unione Sovietica Mykola Čužykov Anatolij Grišin Vjačeslav Ionov Volodymyr Morozov | 3'14"67  | Squadra Unificata Tedesca Günter Perleberg Bernhard Schulze Friedhelm Wentzke Holger Zander | 3'15"39  | Romania Simion Cuciuc Atanasie Sciotnic Mihai Ţurcaş Aurel Vernescu | 3'15"51  |
| Gare femminili           |                                                                                   |          |                                                                                             |          |                                                                     |          |
| K1 500 metri (dettagli)  | Ljudmila Chvedosjuk                                                               | 2'12"87  | Hilde Lauer                                                                                 | 2'15"35  | Marcia Jones Smoke                                                  | 2'15"68  |
| K2 500 metri (dettagli)  | Squadra Unificata Tedesca Roswitha Esser Annemarie Zimmermann                     | 1'56"95  | Stati Uniti Francine Fox Glo Perrier                                                        | 1'59"16  | Romania Hilde Lauer Cornelia Sideri                                 | 2'00"25  |

## Medagliere
| Posizione | Paese                     |   |   |   | Totale |
| --------- | ------------------------- | - | - | - | ------ |
| 1         | Unione Sovietica          | 3 | 0 | 1 | 4      |
| 2         | Squadra Unificata Tedesca | 2 | 1 | 1 | 4      |
| 3         | Svezia                    | 2 | 0 | 0 | 2      |
| 4         | Romania                   | 0 | 2 | 3 | 5      |
| 5         | Stati Uniti               | 0 | 1 | 1 | 2      |
| 6         | Francia                   | 0 | 1 | 0 | 1      |
| 6         | Ungheria                  | 0 | 1 | 0 | 1      |
| 6         | Paesi Bassi               | 0 | 1 | 0 | 1      |
| 9         | Danimarca                 | 0 | 0 | 1 | 1      |
| Totale    | Totale                    | 7 | 7 | 7 | 21     |